# Дженералз (Київ)
Дженералз — хокейний клуб з м. Києва. Заснований у 2011 році. Виступав у Професіональній хокейній лізі України.
Бронзовий призер чемпіонату України (2015). В регулярному чемпіонаті  Дженералз посів другу сходинку, у півфіналі не зміг здолати «АТЕК».
Домашні ігри проводить у Льодовій арені ТРЦ «Термінал» (м. Бровари), центральні матчі проти головних конкурентів — у Палаці спорту (6850). 
Офіційні кольори клубу червоний, чорний та білий.

## Історія клубу
ХК «Дженералз» засновано у 2011 році. Клуб виступав у нічний хокейній лізі Києва. У 2013 році вперше узяв участь в чемпіонаті України.

## Досягнення
- Срібний призер 2016.
- Бронзовий призер чемпіонату України (2015).

## Результати по сезонах
Скорочення: І = Ігри, В = Виграші, ВО = Виграші не в основний час гри, ПО = Поразки не в основний час гри, П = Поразки, ГЗ = Голів забито, ГП = Голів пропущено, О = Очки
| Сезон     | Ліга | І  | В | ВО | ПО | П  | ГЗ | ГП  | О  | Місце   | Плей-оф                                        |
| 2013-2014 | ПХЛ  | 24 | 5 | 1  | 3  | 15 | 51 | 101 | 20 | 5-е з 6 |                                                |
| 2014-2015 | ПХЛ  | 12 | 5 | 0  | 0  | 7  | 41 | 47  | 15 | 2-е з 4 | Програш у півфіналі (ХК «АТЕК») 2:0 (4:3; 3:1) |

## Склад команди
Основні скорочення:

А — асистент, К — капітан, Л — ліва, П — права, ЛК — лівий крайній, ПК — правий крайній, Ц — центровий,  — травмований.
Станом на 27 серпня 2016
| Воротарі | Воротарі | Воротарі         | Воротарі | Воротарі        | Воротарі            |              |
| #        | Країна   | Гравець          | Захват   | Дата народження | Місце народження    | Громадянство |
| -------- | -------- | ---------------- | -------- | --------------- | ------------------- | ------------ |
| 1        | Росія    | Олег Петров      | П        | 3 березня 1993  | Новосибірськ, Росія | Росія        |
| 42       | Україна  | Дмитро Березін   | П        | 1 грудня 1992   | Новосибірськ, Росія | Україна      |
| 45       | Японія   | Йошихіро Куроїва | Л        | 10 вересня 1993 | Хоккайдо, Японія    | Японія       |
| 97       | Україна  | Сергій Писаренко | П        | 19 липня 1996   | Одеса, Україна      | Україна      |

| Захисники | Захисники | Захисники         | Захисники | Захисники       | Захисники                |              |
| #         | Країна    | Гравець           | Кидок     | Дата народження | Місце народження         | Громадянство |
| --------- | --------- | ----------------- | --------- | --------------- | ------------------------ | ------------ |
| 4         | Росія     | Сергій Афанасьєв  | Л         | 26 квітня 1994  | Рибінськ, Росія          | Росія        |
| 5         | Україна   | Олександр Бойових | Л         | 9 травня 1995   | Київ, Україна            | Україна      |
| 17        | Україна   | Юрій Шпак         | П         | 17 квітня 1997  | Київ, Україна            | Україна      |
| 21        | Україна   | Андрій Татаренко  | П         | 26 лютого 1991  | Київ, Україна            | Україна      |
| 22        | Україна   | Данило Скрипець   | Л         | 11 вересня 1994 | Дніпропетровськ, Україна | Україна      |
| 25        | Україна   | Георгій Генкель   | П         | 25 травня 1994  | Москва, Росія            | Росія        |
| 27        | Україна   | Дмитро Толкунов К | П         | 27 травня 1979  | Київ, Україна            | Україна      |
| 74        | Україна   | Кирило Жовнір     | П         | 7 березня 1997  | Харків, Україна          | Україна      |
| 95        | Україна   | Данило Козачук    | П         | 1 травня 1999   | Київ, Україна            | Україна      |

| Нападники | Нападники | Нападники         | Нападники | Нападники       | Нападники           | Нападники    |
| #         | Країна    | Гравець           | Кидок     | Дата народження | Місце народження    | Громадянство |
| --------- | --------- | ----------------- | --------- | --------------- | ------------------- | ------------ |
| 9         | Україна   | Віталій Лялька    | Л         | 8 липня 1996    | Бровари, Україна    | Україна      |
| 10        | Україна   | Ігор Шаманський   | Л         | 27 липня 1984   | Калинівка, Україна  | Україна      |
| 11        | Росія     | Богдан Саков      | Л         | 2 лютого 1994   | Барнаул, Росія      | Росія        |
| 12        | Україна   | Євген Тимченко    | Л         | 24 травня 1996  | Київ, Україна       | Україна      |
| 13        | Україна   | Микола Коляда     | Л         | 26 грудня 1994  | Київ, Україна       | Україна      |
| 16        | Україна   | Олексій Мельников | П         | 16 травня 1989  | Київ, Україна       | Україна      |
| 29        | Росія     | Олексій Басков    | Л         | 21 січня 1994   | Прокоп'євськ, Росія | Росія        |
| 49        | Україна   | Олексій Костюк    | Л         | 21 квітня 1995  | Київ, Україна       | Україна      |
| 55        | Росія     | Всеволод Мушников | Л         | 15 січня 1995   | Омськ, Росія        | Росія        |
| 71        | Росія     | Іван Ципнятов     | Л         | 31 травня 1995  | Вельськ, Росія      | Росія        |
| 88        | Україна   | Єгор Безуглий     | Л         | 1 жовтня 1991   | Харків, Україна     | Україна      |
| 94        | Україна   | Ігор Дворник      | Л         | 8 грудня 1992   | Київ, Україна       | Україна      |
| 96        | Україна   | Кирило Бондаренко | Л         | 15 лютого 1996  | Київ, Україна       | Україна      |
| 98        | Україна   | Євген Лиманський  | П         | 10 вересня 1992 | Харків, Україна     | Україна      |
| 99        | Україна   | Андрій Дворник    | Л         | 8 грудня 1992   | Київ, Україна       | Україна      |

Керівництво
- Президент — Лобановський Денис Володимирович
- Віце-президент —  Давидов Денис
- Генеральный менеджер — Давидов Анатолій
- Почесний президент — Свінціцький Едуард Миколайович
- Комерційний директор — Олександр Пристромко

Тренерський штаб і персонал
- Головний тренер — Шахрайчук Вадим
- Тренер — Симчук Костянтин

Капітани
- Дмитро Толкунов